# Orientare sexuală
Orientarea sexuală se referă la sexul sau genul persoanelor care sunt în centrul dorințelor, fanteziilor, romantismului și simțurilor erotice sau amoroase ale unui animal uman sau non-uman, sexul față de care o persoană este „orientată”. Deși termenii alternativi „preferință sexuală” și „înclinație sexuală” au în majoritatea cazurilor înțelesuri similare, aceștia sunt de evitat, întrucât creează iluzia că cineva își alege persoanele față de care simte atracție intrinsecă.
La animalele non-umane și la oameni există patru orientări sexuale și romantice: asexualitate și aromantism, bisexualitate și biromantism, heterosexualitate și heteroromantism, homosexualitate și homoromantism. O persoană poate avea orice combinație între sexualitate (-sexual) și romantism (-romantic).     

La oameni s-a observat, deși există controverse, că orientarea sexuală este înnăscută (prenatal) și orientarea romantică poate fi formată (postnatal); orientarea sexuală nu se moștenește genetic.  Eforturile de schimbare sau invalidare a orientării sexuale, în special la persoanele sub 24 de ani, poate duce ulterior în viață, la unele persoane, la depresie, confuzie, dezvoltarea de parafilii, psihopatii, probleme psihice, abuz de substanțe neurotoxice, stimă de sine scăzută și sinucidere.  
Orientarea sexuală, orientarea romantică, practica sexuală, identitatea de gen, sexul și exprimarea de gen sunt distincte. 
Orientarea sexuală a unei persoane se prefigurează în copilărie, devenind cel mai adesea clar conturată la pubertate și adolescență. În general, o persoană poate fi identificată ca heterosexuală (atracție numai față de persoane de sexul opus), homosexuală (atracție numai față de persoanele de același sex), bisexuală (atracție față de ambele sexe) sau asexuală (nu are atracție sexuală față de niciun sex sau gen). 
Oamenii de știință nu cunosc cu exactitate cauzele orientării sexuale, însă consideră că aceasta este rezultatul efectului combinat al influențelor genetice, hormonale și de mediu prenatal. Nu există nicio dovadă care să sugereze că părinții sau experiențele din copilăria timpurie joacă vreun rol în ceea ce privește orientarea sexuală. Cercetările de pe parcursul mai multor decenii au demonstrat că orientarea sexuală variază de-a lungul unui continuum, de la atracția exclusivă față de sexul opus la atracția exclusivă față de același sex. Studiile moderne arată că majoritatea persoanelor din lume se consideră heterosexuale – adică, sunt plasate pe scara orientării sexuale între bisexualitate totală și heterosexualitate totală. Trebuie menționat, totuși, că foarte puțini din aceștia au preferințe sau dorințe sexuale-amoroase exclusiv pentru persoanele de sexul opus. Numărul celor care sunt plasați între bisexualitate totală și homosexualitate totală – deci, au atracție principală față de indivizi de același sex – este între 2,8% și 9% din bărbați și 1–5% dintre femei în Statele Unite ale Americii, cu nivele similare observate la nivel mondial. Numărul persoanelor care se identifică drept homosexuali este mai mare în mediile urbane decât în cele rurale.

Orientarea sexuală este prezentă, în principal, în domenii precum biologia și psihologia (inclusiv sexologia), dar este, de asemenea, subiectul antropologiei, istoriei (inclusiv construcționismul social) și dreptului.
Orientarea sexuală și romantică nu au legătură cu reproducerea sexuată. O persoană asexuală, bisexuală, heterosexuală sau homosexuală poate avea sau nu progenituri. Sexul reproducător nu necesită o orientare specifică, deoarece orientarea sexuală se referă, de regulă, la un model de durată de atracție sexuală și emoțională pe termen lung, care duce adesea la legături sociale pe termen lung, în timp ce reproducerea necesită doar un singur act de copulare pentru a fertiliza ovulul prin spermatozoizi. 

## Definiții
Orientarea sexuală este una dintre cele patru componente ale sexualității și se caracterizează printr-o atracție emoțională, sexuală sau afectivă constantă față de indivizi de un anume gen. Celelalte trei componente ale sexualității sunt sexul biologic, identitatea sexuală (modul în care o persoană se percepe din punct de vedere psihologic, ca bărbat sau femeie) și rolul social al sexelor (apartenența la normele culturale specifice comportamentului feminin sau masculin). Unii indivizi se pot identifica drept gay, lesbiene sau bisexuali fără să se fi angajat în vreo activitate sexuală.
Termenii folosiți pentru a descrie orientarea sexuală a unei persoane au fost creați pentru a determina genul celor față de care o persoană se simte atrasă sau cu care are contacte sexuale. Astfel, prefixul "homo-" înseamnă "același" în termeni medicali, deci "homosexual" înseamnă că o persoană se angajează în comportament sexual cu o persoană de același sex. Prefixul "hetero-" înseamna "diferit", deci "heterosexual" este o persoană care simte atracție sexuală față de o persoană de gen diferit. Prefixul "bi-" înseamnă "doi", bisexuală fiind o persoană care se simte atrasă de ambele genuri, masculin și feminin.

### Heterosexualitatea

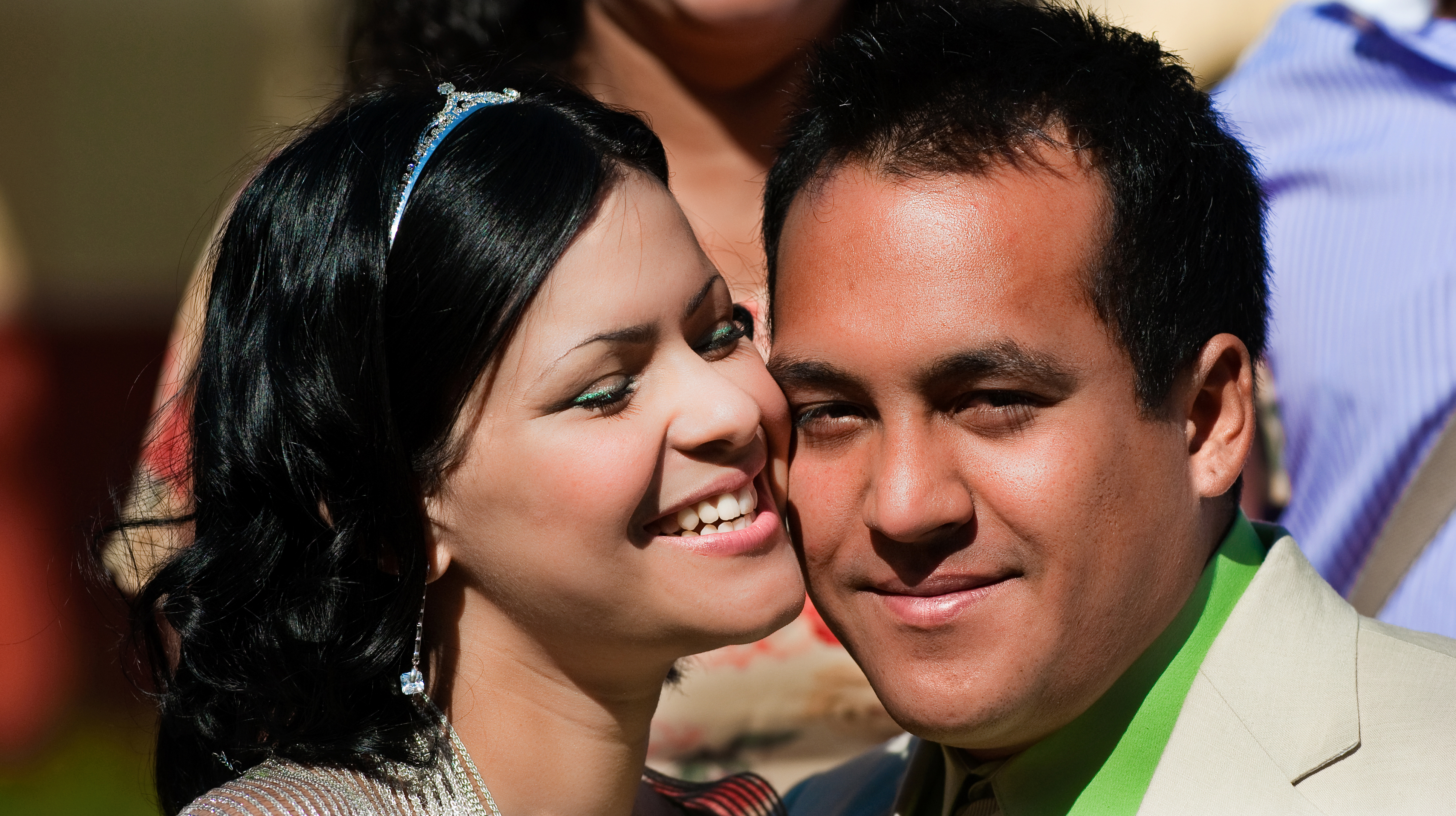
Cuplu heterosexual proaspăt căsătorit din Ciudad de México

O persoană heterosexuală, fie că este vorba despre un bărbat sau despre o femeie, este cea care este atrasă de sexul opus. O serie de studii au confirmat că majoritatea adulților din cele mai multe societăți manifestă îndeosebi atracții și comportamente heterosexuale. Un posibil motiv pentru această tendință este faptul că interacțiunea heterosexuală are potențialul de a susține reproducerea, spre deosebire de celelalte forme de interacțiune sexuală. Un alt motiv este faptul că, în majoritatea culturilor, heterosexualitatea este forma de sexualitate care se bucură de cea mai
multă aprobare socială. Fiindcă heterosexualii sunt cei mai numeroși, sunt și cei mai vizibili și se bucură de un nivel de sprijin social de care celelalte persoane nu dispun.

### Homosexualitatea

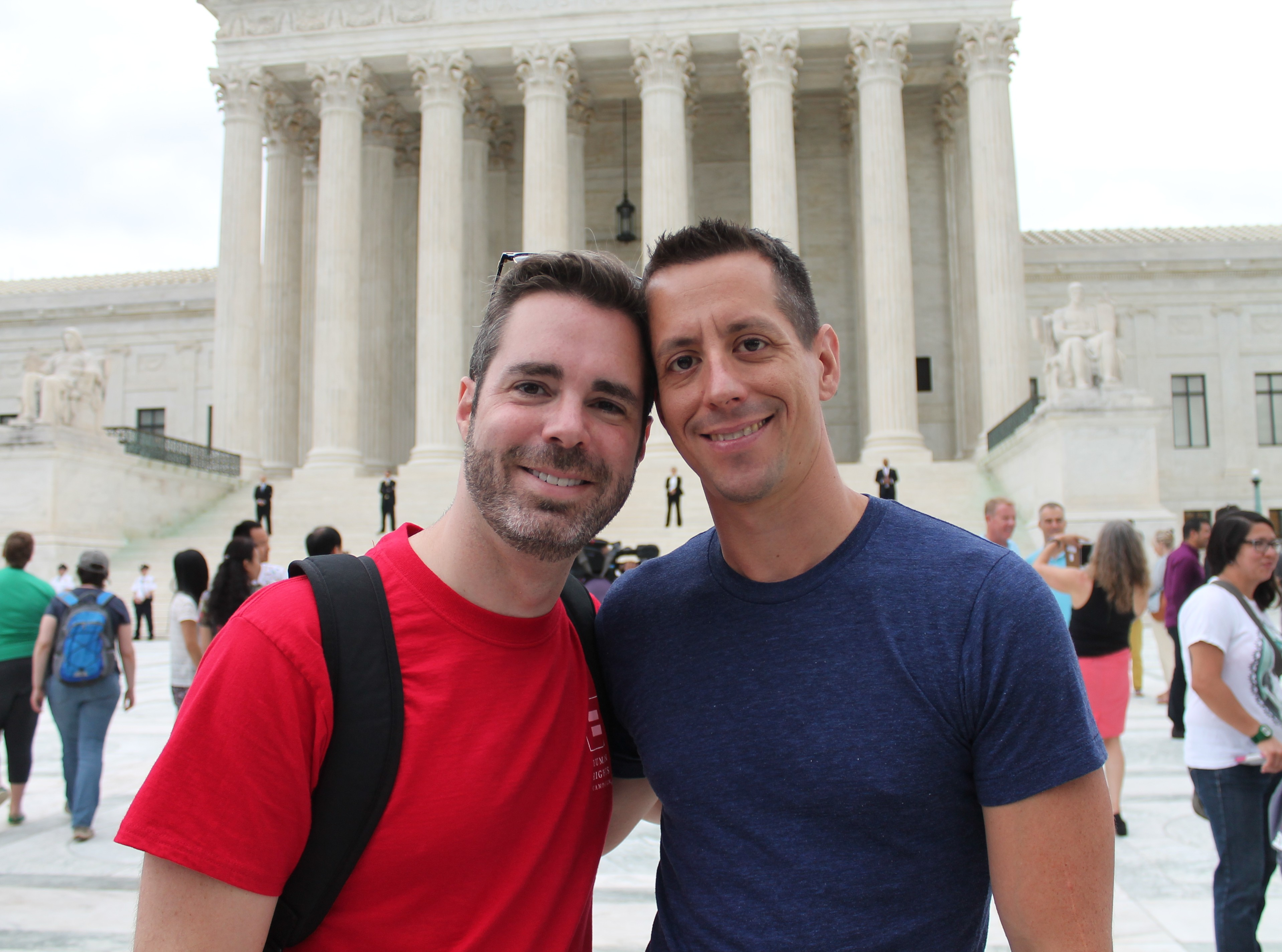
Cuplu gay din Washington, D.C.

Homosexualitatea este atracția sexuală și emoțională constantă față de o persoană de același sex. Homosexualitatea este o parte a expresiei sexuale. Spitzer (1981) definea homosexualitatea ca fiind "un pattern persistent de excitare homosexuală dar și un pattern persistent de excitare heterosexuală absentă sau slabă". Persoanele homosexuale de sex masculin sunt numite de obicei "gay", iar persoanele feminine homosexuale sunt numite de obicei "lesbiene". Deși contactele sexuale între membrii aceluiași sex survin în mai multe culturi și perioade de timp, homosexualitatea nu a devenit o componentă recunoscută a identității unei persoane decât în anii 1800.
Psihologii și alți specialiști în domeniul psihicului uman sunt de acord că homosexualitatea nu este o boală, o tulburare psihică sau emoțională. Cercetări științifice obiective întreprinse în ultimii 35 de ani conduc la concluzia că orientarea homosexuală – în sine – nu este asociată cu niciun fel de tulburări emoționale sau sociale. În trecut se credea că homosexualitatea este o boală psihică deoarece specialiștii în domeniu și societatea în ansamblu au interpretat incorect informațiile despre homosexualitate, pentru că majoritatea studiilor se făceau pe cazuri de gay și lesbiene aflați în tratament psihiatric sau psihologic. Când au început să examineze date referitoare la persoane de orientare homosexuală care nu se aflau în tratament, cercetătorii și-au dat seama că homosexualitatea nu este o boală psihică. În 1973, Asociația Psihiatrilor Americani a confirmat importanța noilor cercetări prin eliminarea termenului de "homosexualitate" din catalogul oficial al tulburărilor psihice și emoționale. În 1975, Asociația Psihologilor Americană a adoptat o rezoluție în sprijinul acestei acțiuni. Ambele organizații îndeamnă specialiștii în boli psihice să ajute la înlăturarea stigmatului de boală psihică, asociat încă de unii cu orientarea homosexuală.

### Bisexualitatea

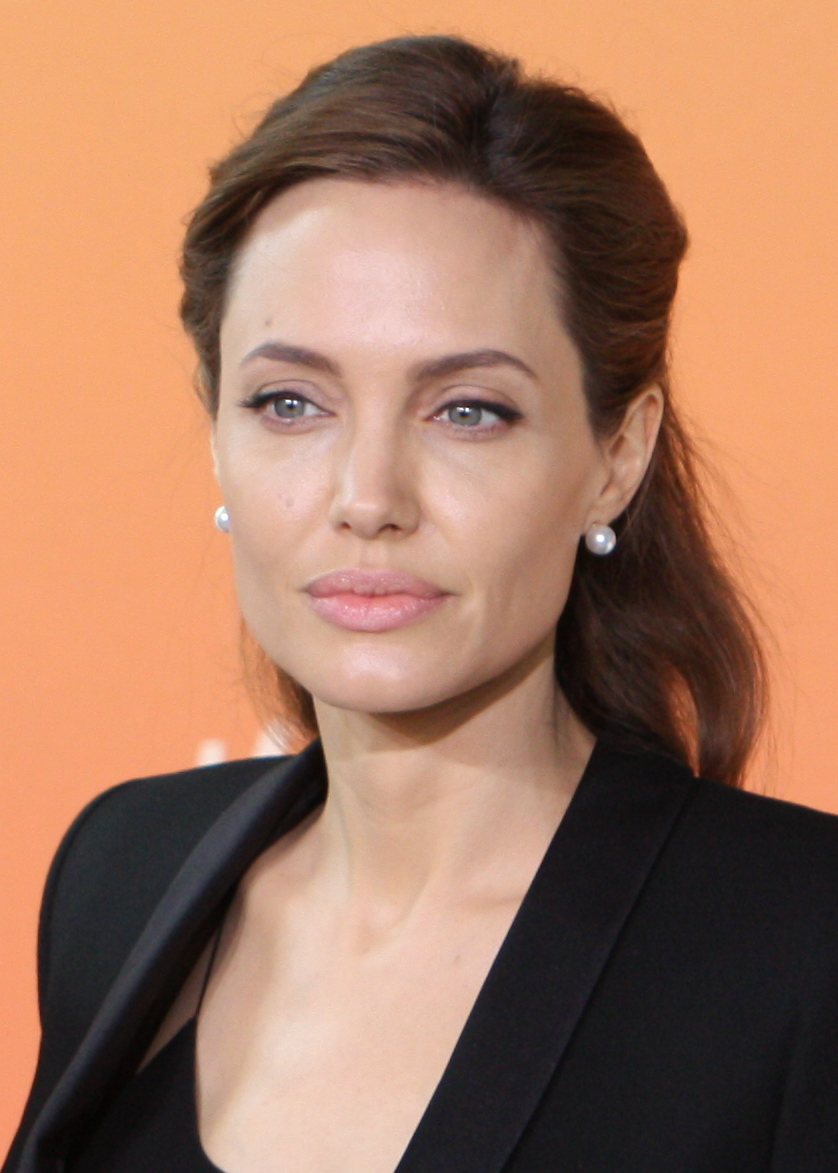
Angelina Jolie, o persoană declarată bisexuală.

Bisexualitatea se referă la atracția erotică, dorința sexuală și iubirea romantică a unei persoane față de alta, fără a ține cont de sex. Bisexualitatea reprezintă orientarea sexuală în care sentimentele de atracție sexuală ale unei persoane există atât față de bărbați cât și față de femei. Deși bisexualii sunt atrași într-o anumită măsură de ambele sexe, nu sunt neapărat atrași în mod egal de ambele sexe. În plus, de obicei, persoanele bisexuale nu au relații de cuplu pe termen lung cu membrii ambelor sexe, ci mai degrabă tind adesea să aibă o relație de cuplu cu un partener de un
anumit sex, implicându-se concomitent în interacțiuni sexuale cu persoane de celălalt sex sau gândindu-se la astfel de interacțiuni. Freud susținea în scrierile sale că toți oamenii se nasc bisexuali până când societatea îi forțează să facă o alegere.
Deseori persoanele bisexuale mai sunt numite și pansexuale – adică cele care nu prezintă nicio preferință în fața sexului partenerului – însă aceasta este și diferența între un bisexual și un pansexual. Chiar dacă un bisexual nu are preferințe de sex, genul nu îi este indiferent, spre deosebire de pansexuali, care simt atracție sexuală față de orice fel de persoană (și transgen ori intersex, de exemplu).
Pansexualitatea este sub umbrela bisexualității. În literatura de specialitate există și termenul "pansexual", o categorie relativ nouă a identității sexuale, și se caracterizează prin atracția fizică sau romantică față de alte persoane, indiferent de identitatea de gen sau sexul biologic al acestora. Pansexualitatea sau omnisexualitatea este o categorie nouă de identitate sexuală. Acest termen, deși nu este definit oficial, se referă la acei oameni care simt atracție sexuală și emoțională față de orice persoană, indiferent de sexul biologic sau identitatea sexuală a acesteia. Spre deosebire de bisexualitate, care implică atracție sexuală față de ambele sexe, pansexualitatea include și atracția față de transsexuali, androgini sau alte genuri. 
Unii antropologi susțin că orientarea majoritară la animalele umane e bisexualitatea deoarece împărțim 99% din ADN-ul nostru cu primatele Bonobo (Pan Paniscus), cele mai apropriate primate și ca comportament social și sexual de oameni.
Numai persoanele cu orientare bisexuală neasumate sau neinformate cu privire la înțelegerea orientărilor sexuale pot afirma că orientarea sexuală este o „alegere”. Persoanele bisexuale au o orientare bisexuală pe parcursul întregii vieți; orice „terapie de conversie” este distructivă din punct de vedere psihologic; observat și documentat.

### Asexualitatea

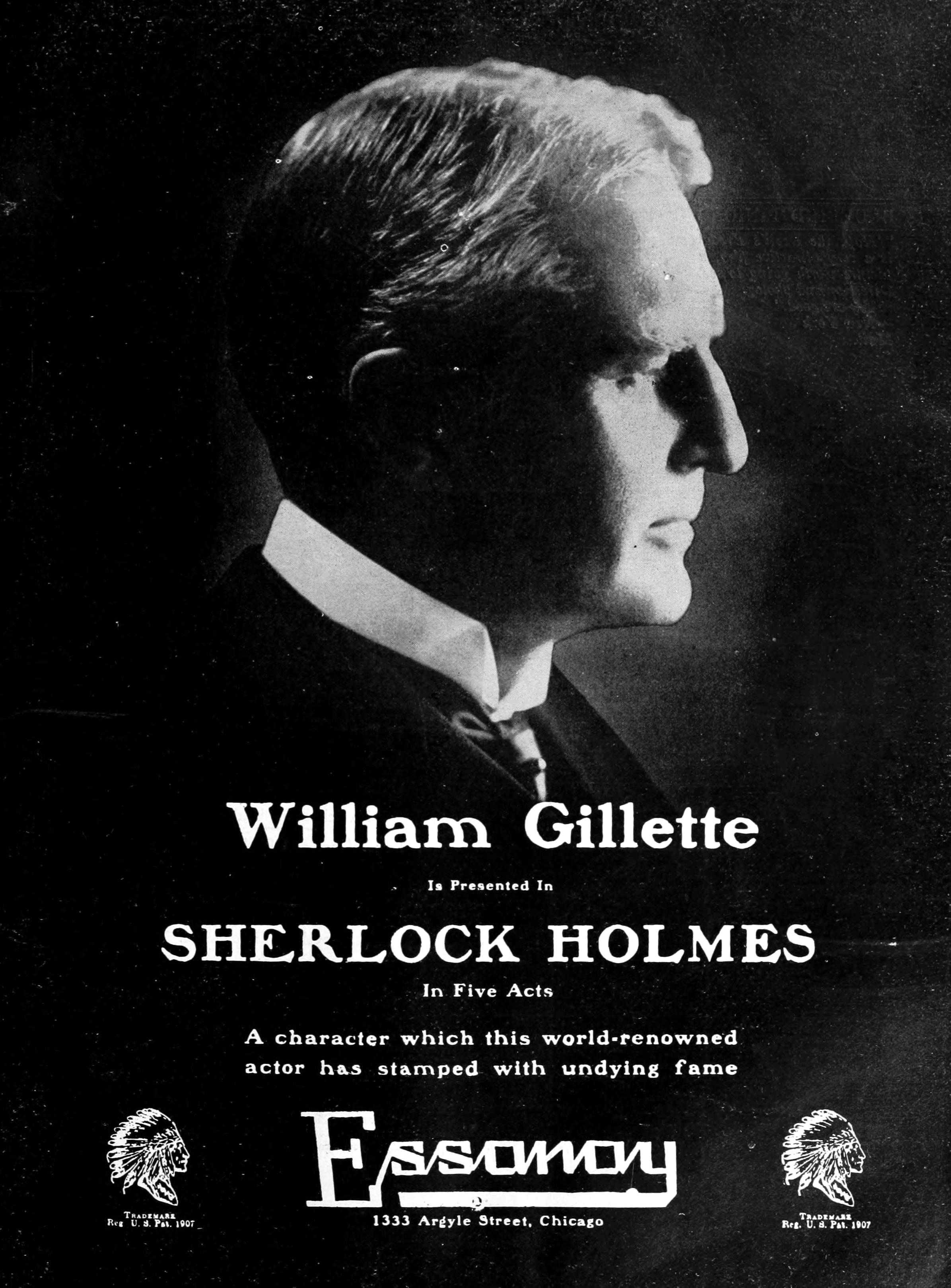
Sir Arthur Conan Doyle a portretizat în mod intenționat personajul său Sherlock Holmes ca ceea ce astăzi ar fi clasificat drept asexual.

Asexualitatea este un termen folosit pentru a descrie persoanele foarte puțin interesate de sex. Această orientare este destul de rar întâlnită. De exemplu, într-un studiu britanic, doar 1% dintre respondenți au afirmat că nu au fost niciodată atrași sexual de nimeni. Unii critici nu sunt de acord cu faptul că asexualitatea este considerată o orientare sexuală, deoarece asexualii nu manifestă un comportament sexual. Potrivit altor specialiști, dezinteresul față de sex a persoanelor asexuale este tocmai o abordare a sexualității.
Asexualitatea nu exclude prietenia, dragostea și relațiile profunde cu alte persoane. O persoană asexuală pur și simplu nu manifestă atracție sexuală față de alți oameni. Cu toate acestea, pot experimenta atracție romantică sau o relație mai complexă. Există asexuali care au un libido normal, dar nu este îndreptat către cineva anume. Unele cazuri de acest gen pot implica existența a două orientări sexuale; de exemplu, situația unei femei care se simte atrasă din punct de vedere romantic, ar putea fi identificată ca lesbiană asexuală.
Asexualitatea nu este sinonimă cu "celibatul", care înseamnă practica abținerii de la sex. De fapt, unele persoane asexuale au relații sexuale, iar majoritatea persoanelor celibatare nu sunt asexuale. Mai mult, asexualitatea nu este o alegere ci mai degrabă o înclinație naturală. 

## Cauze
Articol principal: Influența mediului postnatal și orientarea sexuală; 
Majoritatea oamenilor de știință consideră că orientarea sexuală (incluzând homosexualitatea și bisexualitatea) este influențată de planul emoțional, hormonal, factorii biologici și de mediu. Cu alte cuvinte, există o serie de factori care contribuie la formarea orientării sexuale, factori care diferă de la persoană la persoană. Cu toate acestea, homosexualitatea și bisexualitatea nu sunt cauzate de modul în care copilul a fost crescut și educat de către părinți sau de experiențele sexuale cu persoane de același sex, din perioada copilăriei. Deși homosexualitatea sau bisexualitatea nu semnifică o boală mintală sau un comportament anormal, persoanele cu aceste orientări se pot confrunta cu probleme sociale cauzate de lipsa de informare și prejudecățile societății.

### Factori biologici
Articole principale: Hormonii prenatali și orientarea sexuală; Ordinea nașterii fraților și orientarea sexuală la bărbați
Pe baza studiilor volumetrice și funcționale (IRM volumetric, IRM funcțional, PET), cercetătorii au arătat că există diferențe semnificative între dimensiunile amigdalei cerebrale la persoanele homosexuale și heterosexuale. Astfel, creierul bărbaților homosexuali seamănă cu cel al femeilor heterosexuale și cel al femeilor homosexuale seamănă cu cel al bărbaților heterosexuali. Aceleași diferențe de mărime și corespondențe au fost constatate și pentru nucleul INAH 3 (cel de-al treilea nucleu interstițial al hipotalamusului anterior), în studiul lui LeVay. Alți cercetători au observat volumul mai mare al comisurii anterioare – o serie de cabluri de mare viteză care conectează cele două emisfere ale creierului. Această structură, care este mai mare și la femei, se pare că ar fi responsabilă de diferențele dintre sexe referitoare la capacitățile cognitive și limbaj, date care nu fac altceva decât să confirme capacitățile de exprimare superioare ale femeilor și bărbaților gay. Ivanka Savic și alți cercetători suedezi au evidențiat că asimetria anatomică dintre cele două emisfere cerebrale, specifică bărbatului heterosexual, nu se observă la bărbații homosexuali. Aceste studii arată că există diferențe între homosexuali și heterosexuali în zone ale creierului care nu sunt direct implicate în atracția sexuală.
Studiile genetice au dus și ele la evidențierea unor diferențe înnăscute între heterosexuali și homosexuali. Niklas Långström a cercetat rolul genelor în comportamentul bărbaților gay, examinând orientarea sexuală în cazul perechilor de gemeni adulți. A observat că gemenii identici, care au aceleași gene, au de cele mai multe ori aceeași orientare sexuală, spre deosebire de cei care împart doar jumătate dintre gene, unde probabilitatea de a avea aceeași orientare sexuală este mai redusă. Concluzia la care a ajuns este că 35% din orientarea sexuală se poate atribui influenței genetice, în timp ce restul de 65% sunt urmare a unor factori care încă nu au fost identificați.
În 2014, cercetătorii au confirmat că există o legătură între homosexualitate și o regiune cromozomală specifică. De asemenea, interacțiunea complexă între gene și mediu influențează aceste aspecte, potrivit unui raport realizat de Academia de Știință din Africa de Sud. Studiile asupra familiilor subiecților arată că bărbații homosexuali au mai mulți frați mai mari decât cei heterosexuali. Pe de altă parte, cele făcute asupra gemenilor monozigoți au necesitat o analiză complexă și luarea în calcul a mai multor factori. Cercetătorii au apelat la epigenetică, știința care se ocupă cu studiul modificării genelor în raport cu factorii externi.
Așa-numiții epi-marks constituie un "strat" suplimentar de informație adăugat structurii genetice, pentru a controla expresia genelor. Genele conțin instrucțiunile de funcționare, dar epi-marks controlează modul în care sunt urmate aceste instrucțiuni: când, unde și în ce măsură o anumită genă se exprimă în cursul dezvoltării. Acești epi-marks sunt, în mod obișnuit, creați la fiecare generație, nu moșteniți, dar cercetări recente demonstrează că, în unele cazuri, ei pot trece de la o generație la alta și astfel pot contribui la similarități între persoanele înrudite, imitând efectul genelor comune. Anumiți epi-marks legați de sex, produși în perioada de început a dezvoltării fetale, protejează embrionii de ambele sexe de efectele variațiilor considerabile ale nivelului de testosteron din corpul mamei, variații care au loc în mod natural în cursul sarcinii.
Organismul femeilor produce și el, în mod normal, testosteron, în cantități mult mai mici însă decât organismul masculin. Astfel, acești epi-marks specifici împiedică feții de sex feminin să fie masculinizați, în cazul în care au de-a face cu niveluri de testosteron anormal de mari și protejeză feții de sex masculin de efeminare, în cazul contrar. Diferiți epi-marks protejează diferite caracteristici ale corpului de masculinizare sau efeminare: unii afectează organele genitale, alții identitatea sexuală, alții orientarea sexuală. În rarele cazuri în care acești epi-marks sunt transmiși de la o generație la alta, de la tați la fiice sau de la mame la fii, ei pot produce efecte inverse, precum feminizarea unor trăsături la băieți și, în mod similar, masculinizarea unor caracteristici ale fetelor.
Anumiți epi-marks implicați în dezvoltarea sexuală și care i-au protejat pe părinți de variațiile nivelului hormonilor sexuali în perioada fetală pot, uneori, să fie transmiși generației următoare și să determine apariția homosexualității la copiii de sex opus ai acestor părinți. Fiecare femeie are doi cromozomi X, iar oamenii de știință au descoperit că în cazul celor cu copii homosexuali, unul dintre ei este inactiv. Acest lucru sugerează implicarea cromozomului X în determinarea orientării sexuale. De asemenea, factorii externi precum drogurile, chimicalele, compușii toxici sau pesticidele au un impact semnificativ asupra ADN-ului, putând chiar să interfereze cu sistemul endocrin al femeii însărcinate, afectând nivelul hormonilor sexuali și în fetus.

## Gradațiile sexualității umane

### Scara Kinsey

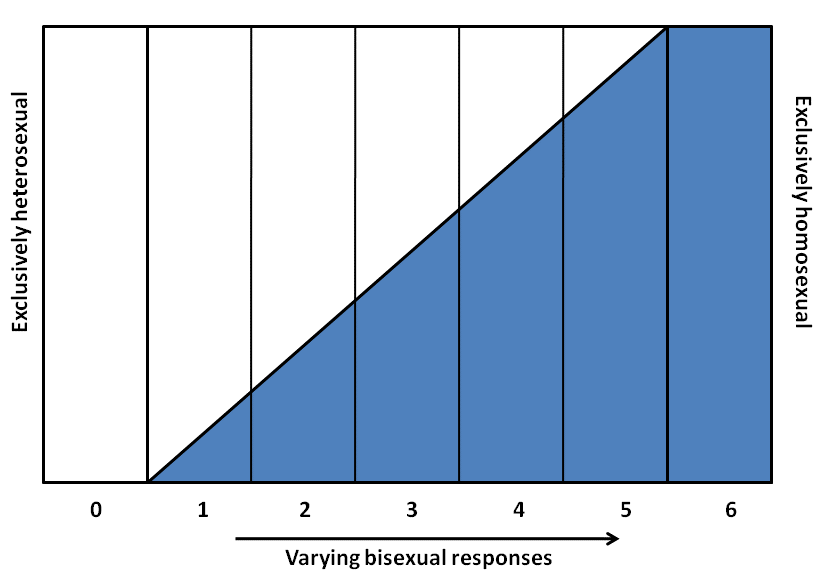
Model grafic al scării Kinsey

În descrierea orientării sexuale, de referință rămân studiile realizate de Alfred Kinsey (1894–1956) pe un număr de 20.000 de subiecți, intitulate Comportamentul sexual al bărbaților (1948) și Comportamentul sexual al femeilor (1953). În 1948, împreună cu Wardell Pomeroy și Clyde Martin, Alfred Kinsey a început să intervieveze mai mulți subiecți. Așa a ajuns la concluzia că, deși cei mai mulți s-au declarat a fi exclusiv heterosexuali, răspunsurile lor trădau, pe alocuri, o oarecare atracție față de persoanele de același sex. "Bărbații nu se împart în două categorii: homosexuali și heterosexuali. Lumea nu este împărțită în capre și oi", scria Kinsey în introducerea cărții sale despre sexualitatea umană, în care el și colegii săi găseau ca fiind problematic modul tranșant în care orientările sexuale erau împărțite. Pornind de la ipoteza "consacrată" potrivit căreia există trei tipuri de orientare sexuală (heterosexuală, bisexuală și homosexuală), Kinsey a afirmat că o asemenea "scară limitată nu descrie în mod adecvat continuum-ul sexual care reprezintă realitatea din natură" și a propus o scară cu șapte puncte pentru a ilustra mai bine "numeroasele gradații existente" în reacțiile pe care le pot avea oamenii față de persoane de același sex.
| 0 | Persoane exclusiv heterosexuale care nu au niciun fel de reacție de tip homosexual.                                   |
| 1 | Persoane care, deși preponderent heterosexuale, au, ocazional, experiențe de tip homosexual.                          |
| 2 | Persoane predominant heterosexuale, dar care au reacții clar homosexuale și frecvente experiențe de tip homosexual.   |
| 3 | Persoane ale căror reacții și experiențe sunt în mod egal heterosexuale și homosexuale.                               |
| 4 | Persoane predominant homosexuale, dar care au reacții clar heterosexuale și frecvente experiențe de tip heterosexual. |
| 5 | Persoane care, deși preponderent homosexuale, au, ocazional, experiențe de tip heterosexual.                          |
| 6 | Persoane exclusiv homosexuale care nu au niciun fel de reacție de tip heterosexual.                                   |

La acestea, s-a adăugat mai târziu un al 8-lea grad:
| X | Persoane care nu reacționează erotic nici la stimuli de tip heterosexual, nici la stimuli de tip homosexual. |

Alfred Kinsey critica faptul că societatea a făcut această împărțire și că, mai mult, a asociat orientările sexuale cu ideea de "normal" sau de "anormal", de "imoral" sau "moral".
La momentul realizării studiului, Alfred Kinsey puncta faptul că majoritatea subiecților intervievați se situează pe treptele intermediare ale scării sale, adică între 1 și 5, în sensul că au manifestat atracție față de persoane de același sex de-a lungul vieții. Studiul a produs senzație prin aceea că revela existența unui procent mult mai mare de homosexuali decât se crezuse că ar exista. Conform datelor furnizate de Kinsey, 2% din femei sunt exclusiv homosexuale, iar 13% au avut contacte sexuale cu alte femei cel puțin o dată în viață. În ceea ce privește bărbații, a reieșit că 4% dintre aceștia au avut contacte exclusiv homosexuale, în vreme ce 37% au avut contact sexual cu alți bărbați cel puțin o dată în viață.
Cele mai importante concluzii desprinse din studiile lui Kinsey sunt următoarele:
- aproximativ 10% din orice populație dată o reprezintă persoanele care au avut cel puțin o experiență homosexuală;
- numărul persoanelor exclusiv heterosexuale ori exclusiv homosexuale este extrem de redus;
- sexualitatea umană este un continuum din care categorii precum "heterosexual", "bisexual", "homosexual" pot fi doar aproximate, nu net fixate.

### Grila de orientare sexuală Klein
Articol principal: Grila de orientare sexuală Klein
Cercetarea lui Kinsey a fost ulterior preluată și dezvoltată de cercetători precum Fritz Klein (1932–2006). Acesta din urmă a susținut că în cazul fiecărei persoane există șapte variabile care compun orientarea sexuală: atracție sexuală (A), comportament sexual (B), fantezii sexuale (C), preferințe emoționale (D), preferințe sociale (E), stil de viață homosexual/heterosexual (F) și modul în care se identifică individul (G). Fiecăreia dintre aceste componente îi corespund trei zone temporale: trecut, prezent și viitor. În funcție de răspunsurile oferite la întrebări legate de cele 7 categorii (de la A la G) pentru fiecare indice temporal (trecut, prezent și viitor), cercetătorii pot afla cât de predispusă este o persoană către homosexualitate sau heterosexualitate. Spre deosebire de predecesorul său, Fritz Klein abordează variațiile de orientare sexuală mai mult din perspectiva temporală.
| Variabilă | Variabilă                    | Determinant                                                                             | Trecut | Prezent | Ideal |
| --------- | ---------------------------- | --------------------------------------------------------------------------------------- | ------ | ------- | ----- |
| A         | Atracție sexuală             | De cine ești atras sexual?                                                              | 1-7    | 1-7     | 1-7   |
| B         | Comportament sexual          | Cu cine ai făcut sex?                                                                   | 1-7    | 1-7     | 1-7   |
| C         | Fanteziile sexuale           | Despre cine sunt fanteziile tale sexuale?                                               | 1-7    | 1-7     | 1-7   |
| D         | Preferință emoțională        | De cine te simți mai atras sau apropiat emoțional?                                      | 1-7    | 1-7     | 1-7   |
| E         | Preferință socială           | Cu ce gen socializezi?                                                                  | 1-7    | 1-7     | 1-7   |
| F         | Preferința stilului de viață | În ce comunitate îți place să îți petreci timpul? În care te simți cel mai confortabil? | 1-7    | 1-7     | 1-7   |
| G         | Autoidentificarea            | Cum vă etichetați sau vă identificați?                                                  | 1-7    | 1-7     | 1-7   |

### Alte grile
Multi alți cercetători au folosit propriile grile în definirea orientării sexuale. Astfel de grile sunt ilustrate în tabelul de mai jos, având ca referință gradațiile scării Kinsey:
| Scara Kinsey                                                           | 0            | 1            | 2            | 3          | 4          | 5          | 6          |
| ---------------------------------------------------------------------- | ------------ | ------------ | ------------ | ---------- | ---------- | ---------- | ---------- |
| Kinsey (1948, 1953)                                                    | heterosexual | bisexual     | bisexual     | bisexual   | bisexual   | bisexual   | homosexual |
| Weinberg și Williams (1974, 1975) Bell și Weinberg (1978) Green (1987) | heterosexual | heterosexual | bisexual     | bisexual   | bisexual   | homosexual | homosexual |
| Haeberle (1978)                                                        | heterosexual | heterosexual | heterosexual |            |            |            |            |
| Haeberle (1978)                                                        |              | bisexual     |              |            |            |            |            |
| Haeberle (1978)                                                        |              |              |              | homosexual |            |            |            |
| Sandfort și van Zessen (1991)                                          |              |              | bisexual     | bisexual   | bisexual   | bisexual   |            |
| Sandfort și van Zessen (1991)                                          |              |              |              |            | homosexual |            |            |

## Demografia orientării sexuale
Articol principal: Demografia orientării sexuale
Demografia orientării sexuale studiază, analizează și raportează dinamica orientării sexuale la populațiile umane. Arată o variație, dar, estimările pentru populația heterosexuală, homosexuală, asexuală și bisexuală sunt supuse controverselor și dezbaterilor. Obținerea de numere precise este dificilă din mai multe motive. Studiile majore de cercetare privind orientarea sexuală sunt discutabile. Majoritatea studiilor enumerate mai jos se bazează pe datele auto-raportate, ceea ce reprezintă provocări pentru cercetătorii care sunt interesați de subiecte sensibile. Mai important, studiile tind să pună două seturi de întrebări. Un set examinează datele despre auto-raport ale experiențelor și atracțiilor sexuale de același sex, în timp ce celălalt set examinează datele auto-raportate ale identificării personale.
Un studiu din 1992 a raportat că 93,9% dintre bărbații din Marea Britanie au avut numai experiențe heterosexuale, în timp ce în Franța numărul a fost raportat la 95,9%.  Conform unui sondaj din 2008, 85% dintre britanici au doar contacte sexuale cu sexul opus, în timp ce 94% dintre britanici se consideră heterosexuali.  În mod similar, un sondaj realizat de Oficiul Național pentru Statistică Națională (ONS) din 2010 a constatat că 95% dintre britanici identificați ca heterosexuali, 1,5% dintre britanici s-au identificat ca homosexuali sau bisexuali, iar ultimii 3,5% au dat mai multe răspunsuri vagi, precum „nu știu”, „altul” sau nu au răspuns la întrebare.  În Statele Unite, potrivit unui raport al Institutului Williams din aprilie 2011, 96% sau aproximativ 250 de milioane din populația adultă sunt heterosexuale.  
| Vârstă/Sex     | Heterosexual | Non-heterosexual | Nu știe/Nu răspunde |
| -------------- | ------------ | ---------------- | ------------------- |
| 18-29          | 90,1%        | 6,4%             | 3,5%                |
| 30-49          | 93,6%        | 3,2%             | 3,2%                |
| 50-64          | 93,1%        | 2,6%             | 4,3%                |
| 65+            | 91,5%        | 1,9%             | 6,5%                |
|                |              |                  |                     |
| 18-29, Femei   | 88,0%        | 8,3%             | 3,8%                |
| 18-29, Bărbați | 92,1%        | 4,6%             | 3,3%                |

## Schimbarea orientării sexuale
Majoritatea oamenilor de știință susțin că orientarea sexuală nu reprezintă opțiunea unei persoane, astfel încât ea nu poate fi schimbată. Persoanele homosexuale sau bisexuale își pot ascunde orientarea și să opteze pentru heterosexualism, pentru a evita propriile dileme morale provocate de faptul că orientarea lor este incompatibilă cu cea a membrilor grupului din care fac parte.
În anul 1990, Asociația Psihologilor Americani (APA) a declarat că nu există dovezi științifice că terapia de schimbare a orientării sexuale este eficientă și că poate face mai mult rău decât bine. Schimbarea orientării sexuale nu înseamnă pur și simplu schimbarea comportamentului sexual al unei persoane. Ar trebui, de asemenea, schimbată și partea afectivă și sexuală și restructurată concepția despre sine și identitatea socială. Poziții asemănătoare APA au fost luate și de Academia Americană de Pediatrie, Colegiul Medicilor Americani, Asociația Americană de Psihiatrie și Organizația Panamericană a Sănătății.

### Orientarea sexuală egodistonică
Orientarea sexuală egodistonică se referă la dorința cuiva de a-și schimba orientarea din cauza unor presiuni psihologice precum stigmatizarea de către societate, mustrarea de către părinți și prieteni sau neacceptarea de sine. Individul încearcă să se trateze, ca să revină la orientarea presupus-normală. Repulsia față de preferințele sexuale pentru un anumit sex poate provoca dificultăți în întreținerea unei relații sexuale cu un partener.

## Informații corelate
- Androfilie și ginefilie
- Orientare romantică
- Sexualitatea umană
- Comportamentul homosexual la animale
- Hormonii prenatali și orientarea sexuală
- Influența mediului postnatal și orientarea sexuală
- Ordinea nașterii fraților și orientarea sexuală la bărbați
- Sexul - noțiuni de bază
- Intersex
- Demografia orientării sexuale